# Ramiro Macagno
Ramiro Macagno (Alicia, 12 marzo 1997) è un calciatore argentino, portiere del Levadeiakos.

## Carriera
Aggregato alla prima squadra dell'Atlético Rafaela per le stagioni 2015 e 2016 in cui non ha esordito, debutta nella massima serie argentina nella stagione 2016-2017.